# Dungeon Ghyll
Der Dungeon Ghyll ist ein Wasserlauf im Lake District, Cumbria, England.
Der Dungeon Ghyll entspringt südwestlich des Thunacar Knott und fließt in südöstlicher Richtung zwischen dem Harrison Stickle im Norden und dem Pike of Stickle im Süden.
Bevor der Dungeon Ghyll die Ebene des Great Langdale Tals erreicht fließt er über den Wasserfall Dungeon Ghyll Force.(54° 26′ 59″ N, 3° 5′ 50″ W)
Der Wasserfall mit einer Fallhöhe von ungefähr 18 m wurde von dem Lake Poet William Wordsworth in dem Gedicht Dungeon-Ghyll Force, dass auch unter dem Titel The Idle Shepherd–Boys bekannt ist, beschrieben. Der Wasserfall gehörte zu den Pflichtpunkten eines Besuchs des Lake Districts in der viktorianischen Zeit.
Der Dungeon Ghyll mündet in den Great Langdale Beck.
Kleine Wasserläufe, die über steiles Gelände fließen sind eine einzigartige Erscheinung der Berge Cumbrias. Die Wasserläufe haben eine vielfältige Vegetation. Der Dungeon Ghyll bietet eine besonders große Artenvielfalt und ist seit 1986 ein Site of Special Scientific Interest.